# Stojan Subotin
Stojan Subotin, serb. Стојан Суботин (ur. 1 marca 1921 w Jakovie (Srem), zm. 7 lipca 1977 w Sutomore) – serbski badacz i tłumacz literatury polskiej, profesor uniwersytetu w Belgradzie. 

## Życiorys
Ukończył studia na Uniwersytecie w Belgradzie. Polskę poznał po II wojnie światowej, podejmując studia polonistyczne w Krakowie. Doktorat dotyczył twórczości Tomasza Teodora Jeża (Belgrad 1966). Badał twórczość polskich pisarzy. Przełożył na język serbski utwory S. Żeromskiego, B. Schulza, opracował antologie polskiej prozy fantastycznej i baśni ludowej.